# Guido Holze
Guido Holze (* 20. Oktober 1966 in Hildesheim) ist ein deutscher Musikwissenschaftler und Musikkritiker.

## Leben
Guido Holze wurde in Hildesheim geboren und besuchte dort das Gymnasium Josephinum. Nach dem 1986 erworbenen Abitur und anschließendem Grundwehrdienst absolvierte Holze von 1988 bis 1993 ein Studium der Musikwissenschaft sowie Älteren und Neueren deutschen Literaturwissenschaft an der Johann Wolfgang Goethe-Universität in Frankfurt am Main, das er 1994 mit dem Magister-Grad abschloss. Seine Magisterarbeit schrieb Holze zum Thema „Bachs Chromatische Fantasie und Fuge. Studien zu Bachs Chromatik“.
Parallel zu seinem Universitätsstudium wurde Guido Holze von 1989 bis 1993 im Seminar für Musikkritik an Dr. Hoch’s Konservatorium in Frankfurt am Main zum Musikjournalisten ausgebildet.
Von 1987 bis 1994 schrieb Guido Holze zunächst für den Kulturteil der Hildesheimer Allgemeinen Zeitung; seit 1995 ist er für die Frankfurter Allgemeine Zeitung und die FAZ Rhein-Main-Zeitung als Musikkritiker und Lokaljournalist tätig.
Neben den Rezensionen für die genannten und weitere Tageszeitungen veröffentlichte Holze zahlreiche Artikel in Fachzeitschriften, CD-Booklets, Sammelbänden und Begleitpublikationen zu Festivals und Konzerten.